# Ricardo Bueno
Ricardo Bueno da Silva (født 15. august 1987 i São Paulo) er en brasiliansk fodboldspiller, der spiller i Figueirense.

## Karriere

### FC Nordsjælland
Den 25. januar 2013 meddelte FC Nordsjælland at man havde hentet Bueno på en lejeaftale fra Atlético Clube Goianiense for forårsæsonen 2013. Indarbejdet i lejeaftalen var en købsoption, så klubben har forkøbsret på brasilianeren i sommeren 2013. Det blev kun til et halvt år i klubben for Bueno, der spillede 10 kampe uden scoringer. FC Nordsjælland valgte derfor ikke at udnytte købsoptionen på Bueno.